# Haplorrins
Els haplorrins (Haplorhini, del grec haplos, 'simple' i rhinos, 'nas'), són un ample grup de primats entre els quals s'inclouen els humans. S'anomenen així per què manquen d'una membrana al voltant dels narius (rinari) i de vibrisses al musell, al contrari que els primats estrepsirrins com els lèmurs. Aquestes dues característiques apareixen també en molts d'altres mamífers: rates, gossos, etc.
Els haplorrins han perdut la funció de l'enzim terminal que fabrica la vitamina C, mentre que els estrepsirrins, com la majoria dels altres grups de mamífers, han mantingut aquest enzim i la capacitat de fabricació de la vitamina C.
El rinari sol estar dividit horitzontalment en dues seccions i hi ha autores que consideren el solc de sota de la nariu dels haplorrins un vestigi d'aquesta segmentació. Tots els haplorrins tenen un úter de cambra única, a excepció dels tàrsids, que tenen un úter bicorne com els estrepsirrins. Solen parir una única cria i el temps que passen amb ella és més llarg que el dels estrepsirrins. A més a més, el cos és més gros, tenen un major diàmetre cerebral i una visió més desenvolupada, distingint colors i arribant a ser quasi tots diürns.

## Classificació i evolució
El omòmids, un grup extingit de prosimis, es considera més pròxim als tàrsids que als estrepsirrins i es creu que serien els més antics haplorrins. Es creu que els haplorrins se separaren dels estrepsirrins fa 63 crons. La primera divisió en el clade cap als tàrsids es produí en teoria fa 58.
La resta, els simis, inclou els platirrins (micos del Nou Món) i els catarrins. Fins fa poc es creia que ambdós llinatges s'havien separat a Àfrica, però actualment, amb els fòssils trobats al Pakistan de Bugtipithecus inexpectans, Phileosimias kamali i Phileosimias brahuiorum es replanteja aquesta asseveració.
El següent és la classificació, amb relació a l'ordre dels primats, de les famílies vivents d'haplorrins:
- Ordre Primates
  - Subordre Haplorhini
    - Infraordre Tarsiiformes
      - Família Tarsiidae

    - Infraordre Simiiformes
      - Parvordre Catarrhini
        - Superfamília Cercopithecoidea
          - Família Cercopithecidae

        - Superfamília Hominoidea
          - Família Hominidae
          - Família Hylobatidae

      - Parvordre Platyrrhini
        - Família Aotidae
        - Família Atelidae
        - Família Callitrichidae
        - Família Cebidae
        - Família Pitheciidae